# Liste des cours d'eau en Syrie
Les cours d'eau en Syrie comprennent :
- l'Afrin ;
- le Baniyas (en territoire occupé par Israël) ;
- le Barada ;
- le Belikh ;
- l'Euphrate ;
- le Khabour ;
- l'Oronte ;
- le Nahr al-Kabir ;
- le Qouweiq ;
- le Sajour ;
- le Tigre ;
- le Yarmouk.